# Leudésio (mordomo do palácio)
Leudesius (assassinado 676) era filho de Erquinoaldo, Mordomo do palácio da Nêustria, e sua esposa Leutsinda. 
Leudésio herdou as propriedades do pai, após a morte deste (658). Ele envolveu-se nas disputas entre a Arquidiocese de Ruão e Abadia de Saint-Denis.
Mais tarde, em 673, os borgonheses, liderados por São Leodegário, bispo de Ruão derrotaram o mordomo Ebroíno e o rei Teodorico III, exilando ambos e Ebroíno foi para um mosteiro. Com isso o mordomo da Austrásia, Vulfoaldo (673-675), assumiu o poder na Nêustria, mas fugiu de em retorno à Austrásia após o assassinato do rei Quilderico II em 675.
Os neustrianos então, somando o apoio de São Leodegário, bispo de Autun, fizeram de Leudésio o novo mordomo do palácio da Nêustria, isso em 675, no segundo reinado de Teodorico III. No ano seguinte (676), entretanto, Ebroíno, que havia sido deposto, retorna. Leudésio e Teodorico III, fogem com o tesouro real para Baizieux. Ebroíno os persegue e Leudésio é assassinado.
Leudésio tinha sido casado com a filha de Sigismundo da Borgonha e seu filho foi Eticho, o primeiro Duque da Alsácia.